# Nihil dicit
Nihil dicit è un termine legale latino che, tradotto letteralmente, significa "non dice niente".
Quest'espressione viene pronunciata quando mancano le prove per enunciare un verdetto. L'incapacità di emettere una sentenza costituisce un riconoscimento della giustezza del ricorso da parte dell'imputato.